# Team GLS/2006
Deze pagina geeft een overzicht van de wielerploeg Team GLS in 2006.

## Algemeen
Algemeen manager: Poul Hansen
Ploegleiders: Tom Breschel, Jesper Fredsgaard
Fietsmerk: Pinarello

## Renners
| Naam                       | Geboortedatum | Nationaliteit | Ploeg 2005                   |
| -------------------------- | ------------- | ------------- | ---------------------------- |
| Lasse Bøchman              | 13-06-1983    | Denemarken    | Glud & Marstrand Horsens     |
| Anders Berendt Hansen      | 03-09-1986    | Denemarken    |                              |
| Jimmy Hansen               | 17-08-1978    | Denemarken    |                              |
| Kasper Jebjerg             | 21-03-1985    | Denemarken    |                              |
| Jonas Aaen Jørgensen       | 20-04-1986    | Denemarken    |                              |
| Thomas Kristiansen         | 08-11-1987    | Denemarken    | beloften                     |
| Jacob Moe Rasmussen        | 19-01-1975    | Denemarken    |                              |
| Michael Mørkøv             | 30-04-1985    | Denemarken    |                              |
| Kristoffer Gudmund Nielsen | 20-05-1985    | Denemarken    |                              |
| Rasmus Fjordside Lehrmann  | 08-07-1985    | Denemarken    |                              |
| Anders Lund                | 14-02-1985    | Denemarken    |                              |
| Thomas Oredsson            | 03-10-1988    | Denemarken    | Volksbank - Leingrüber Ideal |
| Thomas Riber Sellebjerg    | 29-03-1987    | Denemarken    | beloften                     |
| Lars Høg Thomsen           | 12-02-1977    | Denemarken    |                              |

## Belangrijke overwinningen
| Ronde van Loir-et-Cher 3e, 4e & 5e etappe: Jacob Moe Rasmussen Eindklassement: Jacob Moe Rasmussen | Ringerike GP 4e & 5e etappe: Jacob Moe Rasmussen | Ronde van Slowakije 1e etappe: Kristoffer Gudmund Nielsen |